# Ferdinand Zecca
Ferdinand Zecca (Parigi, 19 febbraio 1864 – Saint-Mandé, 23 marzo 1947) è stato un regista francese.

## Biografia
Nato da una famiglia italiana di commedianti, Zecca giunse al cinema attraverso il sonoro, aveva infatti prestato la sua voce per alcune registrazioni fonografiche della Pathé e per questa diretto un film sonoro sperimentale: Le muet mélomane. Era poi passato alla Gaumont dove aveva diretto un altro film sonoro: Les méfaits d'une tête de veau.

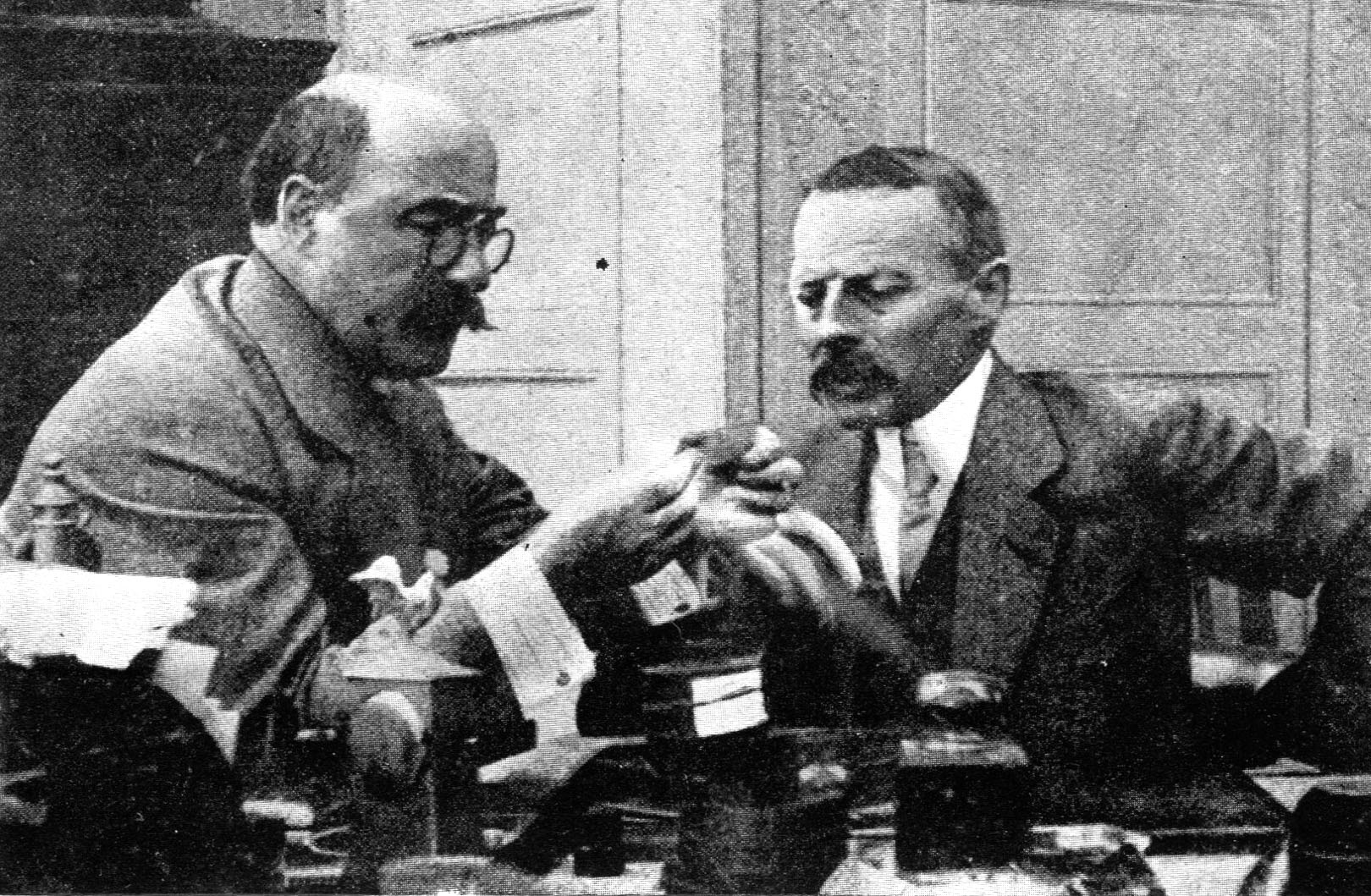
il regista Ferdinand Zecca (a sin.) con il produttore Charles Pathé - immagine del 1906

Il suo definitivo approdo alla Pathé fece la sua fortuna e quella della giovane società. Nelle produzioni della Pathé, Zecca incentrava su di sé diversi ruoli: sceneggiatore, attore, regista, scenografo. Tra i suoi primi successi vanno ricordati Par le trou de la serrure (1901), film costruito ad imitazione di As Seen Through a Telescope di George Albert Smith, e  Histoire d'un crime (1901), nel quale compare un primissimo esempio di flashback. Il film ottenne un successo internazionale e permise alla Pathé di portare alla notorietà il suo marchio.
Nel 1903 Zecca, co-diresse con Lucien Nonguet e supervisionò La Vie et la Passion de Jésus-Christ , film in tre rulli, un vero e proprio colossal per l'epoca. Attraverso ventisette quadri il film ripercorre gli episodi più celebri della vita di Gesù di Nazaret dall'infanzia fino alla sua morte e resurrezione. Si tratta della prima trasposizione cinematografica dei racconti dei vangeli. Il successo di questo film contribuì in maniera determinante all'affermazione della Pathé sul mercato internazionale.
Promosso direttore artistico, Zecca si cimenterà in film di vario genere, dalle ricostruzioni storiche, a film basati su trucchi, dai drammi sociale alla riproposizione di celebri favole. Più che alla ricerca artistica, l'opera di Zecca appare votata ad incontrare il favore del pubblico: Zecca, non è interessato a proporre nuove soluzioni linguistiche o a sperimentare nuove tecniche, si cimenta, e con successo, nell'imitazione di quei film che stavano rendendo popolari i suoi contemporanei, guarda ai registi inglesi ed in particolar modo a Georges Méliès. Il suo nome è a vario titolo legato alla realizzazione di oltre 500 pellicole che contribuirono in modo determinante alla crescita della Pathé e all'affermazione della cinematografia francese.

## Filmografia parziale

### Regista
- Les méfaits d'une tête de veau (1899)
- Le muet mélomane (1899)
- Histoire d'un crime (1901)
- Une tempête dans une chambre à coucher (1901)
- Une discussion politique (1901)
- Une demande en mariage mal engagée (1901)
- Un duel comique (1901)
- Un duel abracadabrant (1901)
- Un drame au fond de la mer (1901)
- Rêve et réalité (1901)
- Repas infernal (1901)
- Quo vadis?, co-regia di Lucien Nonguet (1901)
- Plongeur fantastique (1901)
- Par le trou de la serrure (1901)
- Le salut de Dranem (1901)
- La soupière merveilleuse (1901)
- La mégère récalcitrante (1901)
- La loupe de grand-maman (1901)
- L'illusionniste mondain (1901)
- L'enfant prodigue (1901)
- L'agent plongeur (1901)
- Comment Fabien devient architecte (1901)
- Chez le dentiste (1901)
- Chagrin d'amour (1901)
- Assassinat du Président McKinley (1901)
- Un horrible cauchemar (1902)
- La poule merveilleuse (1902)
- Ali Baba et les quarante voleurs (1902)
- Une séance de cinématographe (1902)
- Un conte de Noël (1902)
- Samson et Dalila (1902)
- Monsieur et Madame sont pressés (1902)
- Les victimes de l'alcoolisme (1902)
- Le supplice de Tantale (1902)
- Le Premier Cigare du collégien (1902)
- Le mauvais riche (1902)
- Le conférencier distrait (1902)
- Le chien et la pipe (1902)
- La vie dangereuse (1902)
- La maison à l'envers (1902)
- La machine volante (1902)
- La fée des roches noires (1902)
- La catastrophe de la Martinique (1902)
- La belle au Bois-Dormant, co-regia di Lucien Nonguet (1902)
- L'assommoir (1902)
- L'assassinat de Mac Kinley (1902)
- L'affaire Dreyfus (1902)
- Comment on met son couvert (1902)
- Chez le photographe (1902)
- Ce que je vois dans mon télescope (1902)
- Ballet des sylphides (1902)
- La soubrette ingénieuse (1903)
- La vie d'un joueur (1903)
- La Vie et la Passion de Jésus-Christ, co-regia di Lucien Nonguet (1903)
- La belle au bois dormant, co-regia di Lucien Nonguet (1903) (versione del 1902 colorata a mano)
- Avènement de Pie X, co-regia di Lucien Nonguet (1903)
- Don Quichotte, co-regia di Lucien Nonguet (1903)
- Le chat botté, co-regia di Lucien Nonguet (1903)
- Peinture animée (1903)
- Ma tante (1903)
- Les noces de Cana, co-regia di Lucien Nonguet (1903)
- Le mort du Christ, co-regia di Lucien Nonguet (1903)
- Le miracle de sainte Véronique, co-regia di Lucien Nonguet (1903)
- Le descente de croix, co-regia di Lucien Nonguet (1903)
- Le crucifiement, co-regia di Lucien Nonguet (1903)
- Le couronnement d'épines, co-regia di Lucien Nonguet (1903)
- Le baiser de Judas: l'arrestation, co-regia di Lucien Nonguet (1903)
- La Sainte Famille, co-regia di Lucien Nonguet (1903)
- La résurrection, co-regia di Lucien Nonguet (1903)
- La multiplications des pains, co-regia di Lucien Nonguet (1903)
- La mise au tombeau, co-regia di Lucien Nonguet (1903)
- La fuite en Égypte, co-regia di Lucien Nonguet (1903)
- La flagellation, co-regia di Lucien Nonguet (1903)
- La cène, co-regia di Lucien Nonguet (1903)
- L'étoile mystérieuse, co-regia di Lucien Nonguet (1903)
- L'entrée au Jérusalem, co-regia di Lucien Nonguet (1903)
- L'annonciation, co-regia di Lucien Nonguet (1903)
- L'ange et les saintes femmes, co-regia di Lucien Nonguet (1903)
- L'amour à tous les étages (1903)
- L'adoration des mages, co-regia di Lucien Nonguet (1903)
- Jésus succombe sous sa croix, co-regia di Lucien Nonguet (1903)
- Jésus parmi les docteurs, co-regia di Lucien Nonguet (1903)
- Jésus et la samaritaine, co-regia di Lucien Nonguet (1903)
- Jésus est présenté au peuple, co-regia di Lucien Nonguet (1903)
- Jésus devant Pilate, co-regia di Lucien Nonguet (1903)
- Jésus chassant les vendeurs du temple, co-regia di Lucien Nonguet (1903)
- Jésus au jardin des oliviers, co-regia di Lucien Nonguet (1903)
- Apothéose, co-regia di Lucien Nonguet (1903)
- Roman d'amour, co-regia di Vincent Lorant-Heilbronn (1904)
- Le Mitron (1904)
- Dix femmes pour un mari, co-regia di Georges Hatot e Lucien Nonguet (1905)
- L'incendiaire, co-regia di Lucien Nonguet (1905)
- Au pays noir, co-regia di Lucien Nonguet (1905)
- La course des sergents de ville (1907)
- Les Glaces merveilleuses, co-regia di Segundo de Chomón (1907)
- Samson, co-regia Albert Capellani, Henri Andréani (1908)
- L'Affaire Dreyfus, co-regia di Lucien Nonguet (1908)
- Jim le glisseur (1910)
- Cléopâtre, co-regia di Henri Andréani (1910)

### Attore
- Comment monsieur prend son bain, regia di Alice Guy (1903)